# Vécsey József (főispán)
Hernádvécsei és hajnácskeöi báró Vécsey József Lőrinc (Sárköz, 1829. február 3. - Budapest, 1902. május 28.) főispán, haditengerész.

## Élete
Oktatását 1842-ig a szülői háznál végezték, majd 14 éves korában a Bécsi Egyetemre ment, ahol két évig a bölcsészeti s egy évig a jogi tanfolyamot hallgatta. 1846-ban Pesten jogi vizsgát tett, ezután Verőce vármegyébe került joggyakorlatra az első alispán mellé. Csakhamar megyei aljegyző lett. 1847-ben a királyi Curiánál esküdt fel juratusnak. Ezt követően egy rokonával Afrikában és Ázsiában utazott. Visszajövetele után Triesztben mint önkéntes hadapród beállt a haditengerészetbe. 1848-ban ott volt Velence hosszú ostrománál. Tiszti vizsgát tett, s nagyobb tengeri utazásokban vett részt. 1858-ban Miksa főherceg hadsegéde volt.
A következő évben egészsége miatt megvált a tengerészettől és hazatért gazdaságához. A szatmári gazdasági egylet alelnökévé választották, majd 1860-ban Szatmár vármegye alispánjává. Az 1861. évi országgyűlésen aranyos-medgyesi kerületet képviselte a Deák-párt soraiban. 1865-ben újra megválasztották, majd 1867 után Szabolcs vármegye főispánjává nevezték ki. 1872-ben lemondott hivataláról.
1856-tól császári és királyi kamarás. 1902. január 6-tól valóságos belső titkos tanácsos. A királyi és országos legfőbb fegyelmi bíróság, valamint a közjogi és törvénykezési és a közgazdasági és közlekedésügyi bizottság tagja volt. Borsos József készített róla portré fényképet.
Felesége 1861-től Dessewffy Blanka grófnő. Fia Vécsey Miklós (1869-1951) főrendiházi tag.